# Монастырь Месич
Монастырь Месич (серб. Манастир Месић) в честь Рождества Иоанна Предтечи — женский монастырь Банатской епархии Сербской православной церкви в селе Месич общины Вршац Южно-Банатского округа Воеводины. Памятник культуры Сербии исключительного значения.

## История
Существует три легенды об основании монастыря. Согласно первой из них, обитель была основана в 1033 году учениками святых Кирилла и Мефодия. Согласно другой, монастырь основал в 1225 году хиландарский монах Арсений (Богданович), назначенный игуменом этого монастыря святым Саввой Сербским. Последняя гласит, что обитель основана деспотом Иоанном Бранковичем в конце XV века.
Первым письменным упоминанием этого монастыря является катастих Печской патриархии за 1600—1666 года. В монастыре Месич находилась резиденция епископа Вршацкого  Спиридона (Штибицы). В 1716 году турки разрушили монастырь и убили его насельников. После заключения Пожаревацкого мирного договора в 1718 году в Месич пришёл крушедольский иеромонах Моисей (Стефанович) и ещё несколько братьев. Ему удалось заручиться поддержкой российской императрицы Елизаветы Петровны, повелевшей выделять монастырю 300 рублей в год. Также он привёз из России множество книг, икон и богослужебной утвари.
В 1738 во время очередной австро-турецкой войны монастырь снова был разрушен, но уже в 1743 году он восстановлен игуменом Моисеем (Стефановичем). Тогда же монастырский храм был расписан художниками Петаром, Андреем и Йованом. С 1777 года настоятель монастыря носил титул архимандрита, что свидетельствует о важности монастыря. Первым архимандритом был Иоанн (Фелдвери-Йованович) с 1777 по 1785 год. В 1788 году монастырь был опять разрушен турками. Братия во главе с архимандритом Моисеем (Валевичем) и помощью епископа Иосифа (Йовановича-Шакабенты) приступила к восстановлению обители в 1792 году, но уже в 1793 году архимандрит Моисей умер. Восстановление монастыря было закончено в 1798 году.
С 1840 по 1846 год был построен новый братский корпус. В 1892 году монастырь пострадал от землетрясения, но вскоре был восстановлен.
В 1952 году решением епископа Банатского Виссариона (Костича) монастырь стал женским, а его игуменьей стала Теодора (Милошевич).